# Камау (мыс)
Кама́у, Байбунг, Камо (вьет. мũi Cà Mau, мũi Bãi Bùng) — мыс вблизи южной материковой оконечности Вьетнама. Юго-западная оконечность полуострова Камау.
К западу от мыса находится Сиамский залив, а к юго-востоку — Южно-Китайское море. Находится южнее эстуария реки Байхап в уезде Нгокхьен провинции Камау. Ближайший крупный остров — Фукуок, ближайший крупный город — Камау, ближайший крупный порт — Вунгтау, ближайший аэропорт — Камау, ближайший международный аэропорт — Кантхо.
На мысе Камау есть национальный парк под одноимённым именем «Мыс Камау» (вьет. Vườn quốc gia Mũi Cà Mau), его площадь 41,862 гектаров. Мангровые леса, которыми был покрыт мыс в середине XX века, ныне сильно поредели.
Берега мыса, как и всего полуострова, подвергаются сильной эрозии почв, для борьбы с которой строятся дамбы и другие заграждения.

## Топографические карты
- Лист карты C-48-В.